# Great Torrington
Great Torrington är en stad och en civil parish i Torridge, Devon, England. Orten har 5 279 invånare (2001).